# New Earswick
New Earswick is een civil parish in het bestuurlijke gebied City of York, in het Engelse graafschap North Yorkshire met 2737 inwoners.